# Imagine Peace Tower

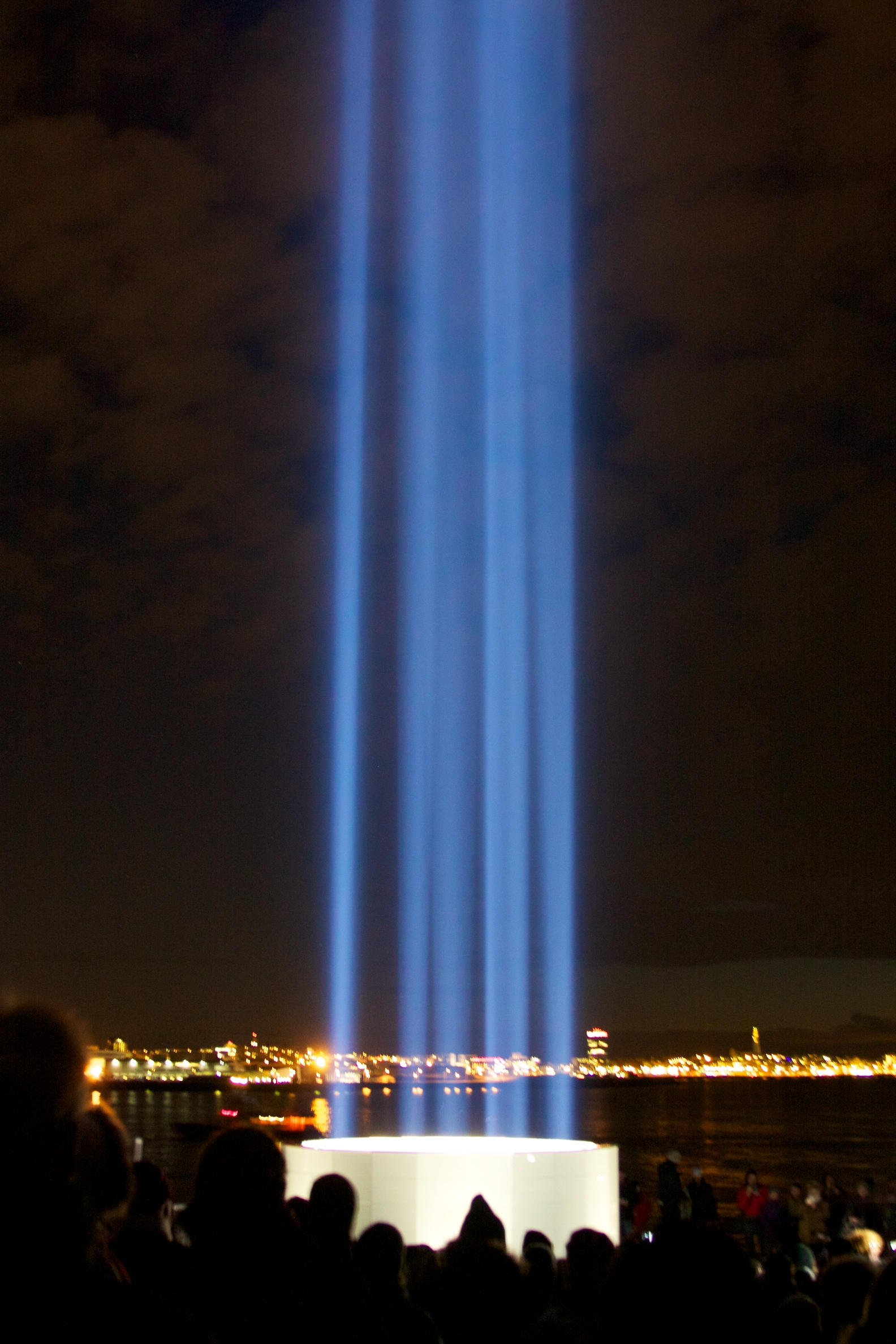

Imagine Peace Tower (исл. Friðarsúlan, в переводе «колонна мира») — мемориал в память о Джоне Ленноне на острове Видей недалеко от Рейкьявика (Исландия). Мемориал возведен по инициативе его вдовы Йоко Оно в 2007 году, ею же был разработан дизайн. Мемориал представляет собой пьедестал из белого камня, на котором высечены слова «Представьте себе мир» (англ. Imagine peace) на 24 языках. Сама же «башня» образуется лучами света, направленными в небо. Название башни и надписи — это отсыл к своеобразному гимну мира, песне Джона Леннона «Imagine».
В ясную погоду лучи достигают высоты 4 километров. Энергия для прожекторов вырабатывается геотермальными источниками. Общая потребляемая мощность приблизительно равна 75 киловатт.

Строительство башни началось в день рождения Джона Леннона, 9 октября 2006 года, и продолжалось ровно год. Официальное открытие состоялось 9 октября 2007 года. Церемония открытия транслировалась по телевидению. Присутствовали Йоко Оно с сыном Шоном Ленноном, Ринго Старр и Оливия Харрисон, вдова Джоржа Харрисона, и её сын. Пол Маккартни был приглашён, но не смог присутствовать из-за судебной тяжбы. Йоко Оно в своей речи сказала, что эта башня — лучшее, что она и Джон когда-либо сделали. Башня символизирует продолжение кампании по борьбе Йоко и Джона за мир во всём мире, начавшуюся ещё в 60-е годы.
Прожекторы работают не круглогодично, а включаются в период с 9 октября (день рождения Д.Леннона) и работают до 8 декабря (день смерти), а также работают с 21 по 28 декабря (неделя за Зимним солнцестоянием), в канун Нового года, неделю за весенним равноденствием (с 21 по 28 марта). Включение происходит через 2 часа после заката солнца и до полуночи. В первый день нового года прожекторы работают до рассвета.

## Представьте себе мир

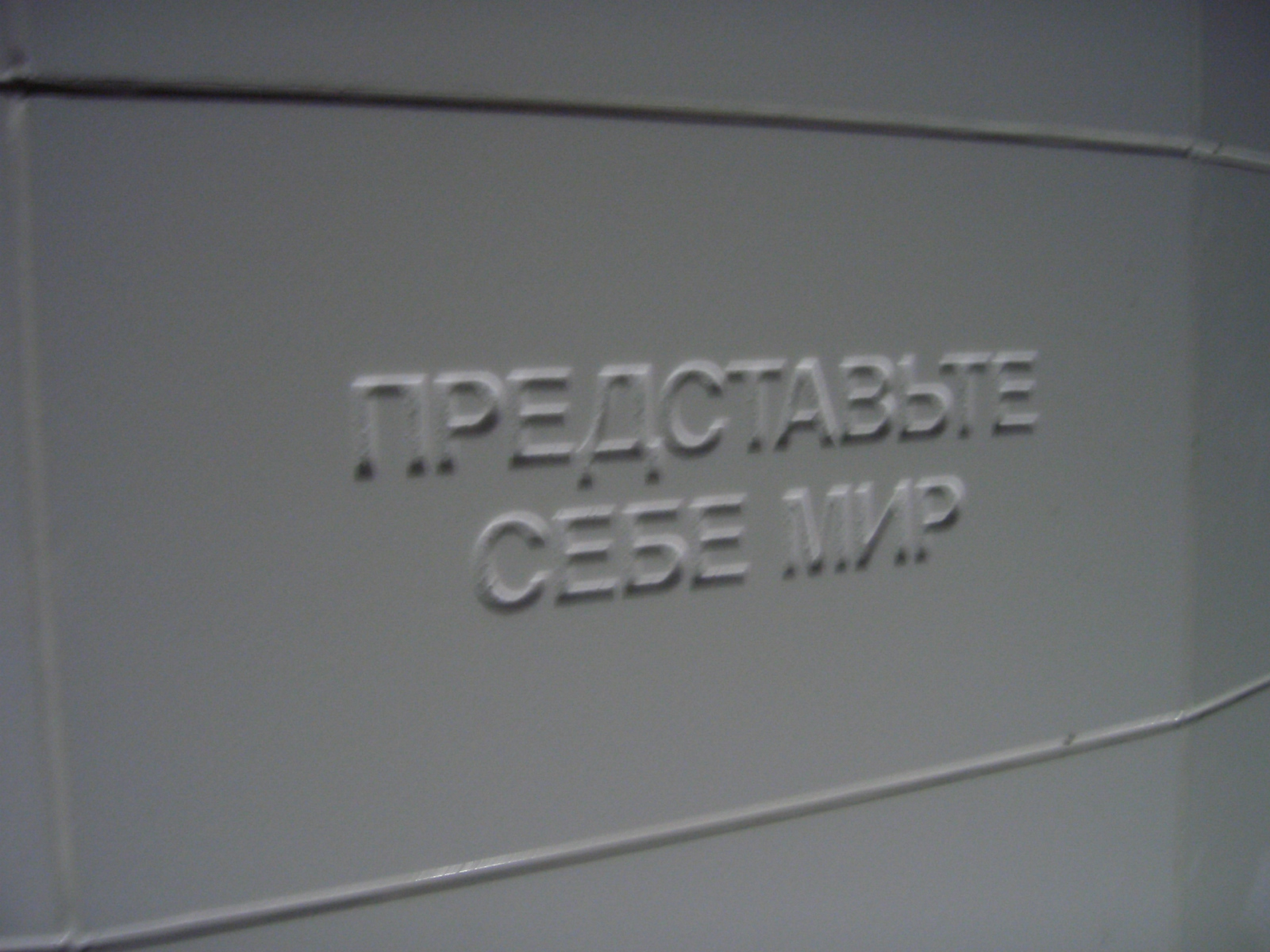
Одна из 24 надписей

Слова на подножии башни высечены на 24 языках:
| англ. IMAGINE PEACE               | суахили TUFIRIENI AMANI               |
| яп. 平和な世界を想像してごらん    | исл. HUGSA SÉR FRIÐ                   |
| кор. 평화를 꿈꾸자                | тур. BARIŞI DÜŞLE                     |
| кит. 想像世界有了和平             | перс. به صلح بیندیش‎                   |
| араб. احلم سلام‎                   | филипп. ILARAWAN ANG MUNDONG MAPAYAPA |
| порт. IMAGINA A PAZ               | там. சமாதானத்தை நினையுங்கள்                    |
| рус. ПРЕДСТАВЬТЕ СЕБЕ МИР         | венг. KÉPZELD EL A BÉKÉT              |
| хинди शान्ति की कल्पना करें               | фин. KUVITTELE RAUHA                  |
| нем. STELL DIR VOR ES IST FRIEDEN | груз. წარმოიდგინეთ მშვიდობა           |
| итал. IMMAGINA LA PACE            | тиб. ཞི་བ་སྒོམས་                         |
| фр. IMAGINEZ LA PAIX              | ивр. חלום שלום‎                        |
| исп. IMAGINA LA PAZ               | инуктитут ᓴᐃᒪᖃᑎᒌᑦᑕ                    |